# Snežni plaz na Vršiču
Snežni plaz na Vršiču se je utrgal s strmin Mojstrovke 12. marca 1916 in pod seboj pokopal večje število vojnih ujetnikov, ki so tam gradili cesto in njihovih stražarjev. Natančno število umrlih ni znano, podatki pa kažejo, da je pod plazom umrlo med 170 in 300 ujetnikov in od 10 do 80 stražarjev. Kasneje je bila z žrtvami plazu naknadno zmotno povezana bližnja pravoslavna kapelica, ki je bila v resnici zgrajena že prej.
Plaz, ki se je utrgal, je pod seboj pokopal barake, v katerih so bili nastanjeni ujetniki in stražarji, s čimer so se še dodatno zmanjšale možnosti za preživetje.